# Mrs. America (televíziós sorozat)
Az Mrs. America 2020-as amerikai drámasorozat, amelyet Dahvi Waller alkotott. A főbb szerepekben Cate Blanchett, Rose Byrne, Uzo Aduba, Elizabeth Banks és Kayli Carter látható.
Amerikában 2020. április 15-én az FX on Hulu, Magyarországon 2020. április 18-án az HBO Go mutatta be.

## Ismertető
A Mrs. America az egyenjogúsági törvénymódosítás ratifikálását célzó mozgalom történetét és a Phyllis Schlafly konzervatív aktivista által vezetett váratlan visszahatást mutatja be. A sorozat az akkori nők – Schlafly és a második hullám kiemelkedő feministái, köztük Gloria Steinem, Betty Friedan, Shirley Chisholm, Bella Abzug és Jill Ruckelshaus – szemszögéből vizsgálja, hogy az 1970-es évek kultúrharcának egyik legkeményebb csataterén hogyan alakult ki az erkölcsi többség, és hogyan változott meg végérvényesen az amerikai politikai tájkép.

## Szereplők

### Főszereplők
| Szereplő         | Színész            | Magyar hang     | Leírás |
| ---------------- | ------------------ | --------------- | --- |
| Phyllis Schlafly | Cate Blanchett     | Haumann Petra   | Kiemelkedő konzervatív aktivista, ügyvéd és politikai lobbista, aki megalapította a "STOP ERA" kampányt. |
| Gloria Steinem   | Rose Byrne         | Zsigmond Tamara | Kiemelkedő feminista, újságíró és szociálpolitikai aktivista, a National Women's Political Caucus és a Ms. magazin társalapítója.                                                                             |
| Shirley Chisholm | Uzo Aduba          | Nádasi Veronika | Politikus, pedagógus és író, aki az első fekete jelölt volt az Egyesült Államok elnöki posztjára a nagyobb pártok egyikének jelöltjeként, és az első két nő egyike, aki a Demokrata Párt jelöltjeként indult. |
| Jill Ruckelshaus | Elizabeth Banks    | Tornyi Ildikó   | Republikánus feminista aktivista, a National Organization for Women (NOW) és a National Women's Political Caucus társalapítója, a Fehér Ház női programok hivatalának vezetője.                               |
| Pamela           | Kayli Carter       | Hámori Eszter   | Fiatal háziasszony és Schlafly "STOP ERA" kampányának tagja. |
| Brenda Feigen    | Ari Graynor        | Dobó Enikő      | Feminista aktivista és ügyvéd, a NOW országos törvényhozási alelnöke. |
| Rosemary Thomson | Melanie Lynskey    | Molnár Ilona    | Konzervatív aktivista, a "STOP ERA" kampány tagja és a Schlafly-féle Eagle Foundation vezetője. |
| Bella Abzug      | Margo Martindale   | Bókai Mária     | Kongresszusi képviselőnő és kiemelkedő feminista aktivista, a NOW és a National Women's Political Caucus társalapítója, valamint Carter elnök nemzeti női tanácsadó bizottságának vezetője.                   |
| Fred Schlafly    | John Slattery      | Kőszegi Ákos    | Phyllis férje; gazdag ügyvéd, konzervatív aktivista és lelkes antikommunista. |
| Eleanor Schlafly | Jeanne Tripplehorn | Orosz Anna      | Phyllis sógornője; konzervatív aktivista és a "STOP ERA" kampány szövetségese. |
| Betty Friedan    | Tracey Ullman      | Tallós Rita     | Kiemelkedő feminista aktivista, A nőiesség kultusza című könyv szerzője, a NOW és a National Women's Political Caucus társalapítója.                                                                          |
| Alice Macray     | Sarah Paulson      | Solecki Janka   | Konzervatív nő, aki követi Schlafly "STOP ERA" kampányát; egy háziasszony és Phyllis barátja. |

### Mellékszereplők
| Szereplő              | Színész               | Magyar hang     | Leírás |
| --------------------- | --------------------- | --------------- | --- |
| Flo Kennedy           | Niecy Nash            | Szórádi Erika   | Jogász, feminista és polgárjogi aktivista, aki társalapítója volt a National Women's Political Caucusnak. |
| Margaret Sloan-Hunter | Bria Henderson        | Dudás Eszter    | Feminista és polgárjogi aktivista, a Ms. magazin szerkesztője.                                            |
| Midge Costanza        | Annie Parisse         | Spilák Klára    | Társadalmi és feminista aktivista, Carter elnök tanácsadója.                                              |
| Jean O’Leary          | Anna Douglas          |                 | Feminista és melegjogi aktivista, akivel Midge titkos kapcsolatban él.                                    |
| Audrey Rowe Colom     | Melissa Joyner        | Laurinyecz Réka | Feminista és polgárjogi aktivista, a National Women's Political Caucus elnöke.                            |
| Franklin Thomas       | Jay Ellis             | Pál Tamás       | Ügyvéd és üzletember, akinek kapcsolata van Gloria Steinemmel.                                            |
| Martin Abzug          | David Eisner          | Tarján Péter    | Bella férje.                                                                                              |
| George McGovern       | John Bourgeois        | Kertész Péter   | Amerikai szenátor és a Demokrata Párt elnökjelöltje az 1972-es elnökválasztáson.                          |
| Lottie Beth Hobbs     | Cindy Drummond        | Sz. Nagy Ildikó | Evangélikus konzervatív aktivista és szerző, a "STOP ERA" és az Eagle Forum tagja.                        |
| Mary Frances          | Melinda Page Hamilton | Böhm Anita      | Konzervatív háziasszony és a "STOP ERA" kampány louisianai szervezetének elnöke.                          |
| John Schlafly         | Ben Rosenfield        | Zsemlye Balázs  | Phyllis és Fred legidősebb gyermeke és fia, homoszexuális.                                                |
| Olivia Scriven        | Odile Stewart         | Halász Aranka   | Phyllis Schlafly anyja.                                                                                   |

### Magyar változat
- Főcím: Endrédi Máté
- Magyar szöveg: Szemere Laura
- Hangmérnök: Böhm Gergely
- Vágó: Kránitz Bence
- Gyártásvezető: Derzsi Kovács Éva
- Szinkronrendező: Dezsőffy Rajz Katalin
- Produkciós vezető: Felföldi Anna

A szinkront az SDI Media Hungary készítette el.

## Epizódok
| Sor. | Év. | Cím                                                             | Rendező                    | Író                                   | Premier                             |
| ---- | --- | --------------------------------------------------------------- | -------------------------- | ------------------------------------- | ----------------------------------- |
| 1.   | 1.  | Phyllis (Phyllis)                                               | Anna Boden és Ryan Fleck   | Dahvi Waller                          | 2020. április 15. 2020. április 18. |
| 2.   | 2.  | Gloria (Gloria)                                                 | Anna Boden és Ryan Fleck   | Dahvi Waller                          | 2020. április 15. 2020. április 18. |
| 3.   | 3.  | Shirley (Shirley)                                               | Amma Asante                | Tanya Barfield                        | 2020. április 15. 2020. április 18. |
| 4.   | 4.  | Betty (Betty)                                                   | Amma Asante                | Boo Killebrew                         | 2020. április 22. 2020. április 25. |
| 5.   | 5.  | Phyllis & Fred & Brenda & Marc (Phyllis & Fred & Brenda & Marc) | Laure de Clermont-Tonnerre | Micah Schraft és April Shih           | 2020. április 29. 2020. május 2.    |
| 6.   | 6.  | Jill (Jill)                                                     | Laure de Clermont-Tonnerre | Sharon Hoffman                        | 2020. május 6. 2020. május 9.       |
| 7.   | 7.  | Bella (Bella)                                                   | Holly Dale                 | Micah Schraft                         | 2020. május 13. 2020. május 16.     |
| 8.   | 8.  | Houston (Houston)                                               | Janicza Bravo              | Dahvi Waller                          | 2020. május 20. 2020. május 23.     |
| 9.   | 9.  | Reagan (Reagan)                                                 | Anna Boden és Ryan Fleck   | Dahvi Waller és Joshua Allen Griffith | 2020. május 27. 2020. május 30.     |

## A sorozat készítése
A Mrs. America című sorozatot az Emmy-díjas kanadai író, Dahvi Waller készítette és írta. Az FX vezetőjét, John Landgrafot azután kezdte érdekelni a "Amerika kollektív tudatába beágyazott" történelmi események felértékelése, hogy Ryan Murphy eredetileg az American Crime Story cselekményét vázolta fel.
Waller elmondta, hogy a sorozat kutatása és fejlesztése során rájött, hogy (az egyenlő jogok tekintetében) az Egyesült Államok nem haladt annyit az elmúlt 50 évben, mint azt eredetileg gondolta. Megjegyezte, hogy a Mrs. America "a mai kultúrharcok eredettörténetéül szolgál – Phyllis Schlaflyn keresztül egyenes vonalat lehet húzni 1970-től napjainkig, és valóban megérthetjük, hogyan váltunk ilyen megosztott nemzetté".
2018. október 30-án jelentették be, hogy az FX berendelte a sorozatot. A kilenc epizódos minisorozatot Dahvi Waller, Tanya Barfield, Boo Killebrew, Micah Schraft, April Shih, Sharon Hoffman és Joshua Allen Griffith írta, Anna Boden és Ryan Fleck, Amma Asante, Laure de Clermont-Tonnerre és Janicza Bravo rendezte. Waller emellett Stacey Sher, Cate Blanchett, Ryan Fleck, Anna Boden és Coco Francini mellett vezető producerként is tevékenykedett.

### Forgatás
A sorozat forgatása 2019. június 19. és november 1. között zajlott az Torontoban.